# بردگوری اشکفت منجزی
بردگوری اشکفت منجزی مربوط به دوره اشکانیان - دوره ساسانیان است و در شهرستان کوهرنگ، بخش بازفت، دهستان بازفت، روستای نازی، دره نازی واقع شده و این اثر در تاریخ ۱۲ شهریور ۱۳۸۶ با شمارهٔ ثبت ۱۹۴۷۹ به‌عنوان یکی از آثار ملی ایران به ثبت رسیده است.